# St. Nikolai (Saalfeld)

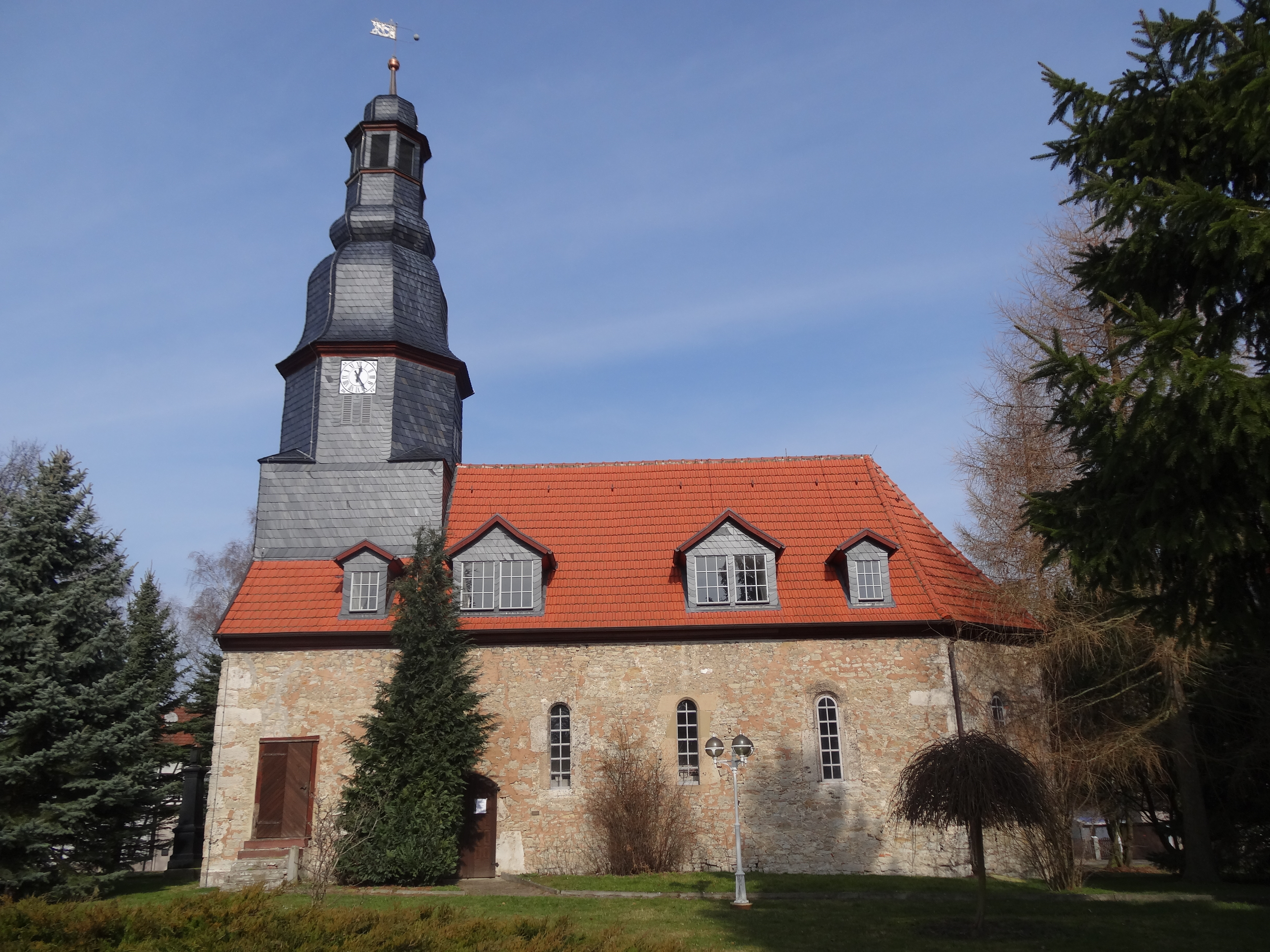
Die Kirche

Die evangelische Dorfkirche St. Nikolai steht im Ortsteil Saalfeld der Kreisstadt Mühlhausen im Unstrut-Hainich-Kreis in Thüringen.

## Geschichte
Die Dorfkirche wurde um 1580 erstmals urkundlich erwähnt. Sie ist reichhaltig im Barockstil ausgestattet. 
Im Jahre 2005 wurde die Instandsetzung des Kirchenschiffdaches als Baumaßnahme gefördert.